# Émile Oustalet

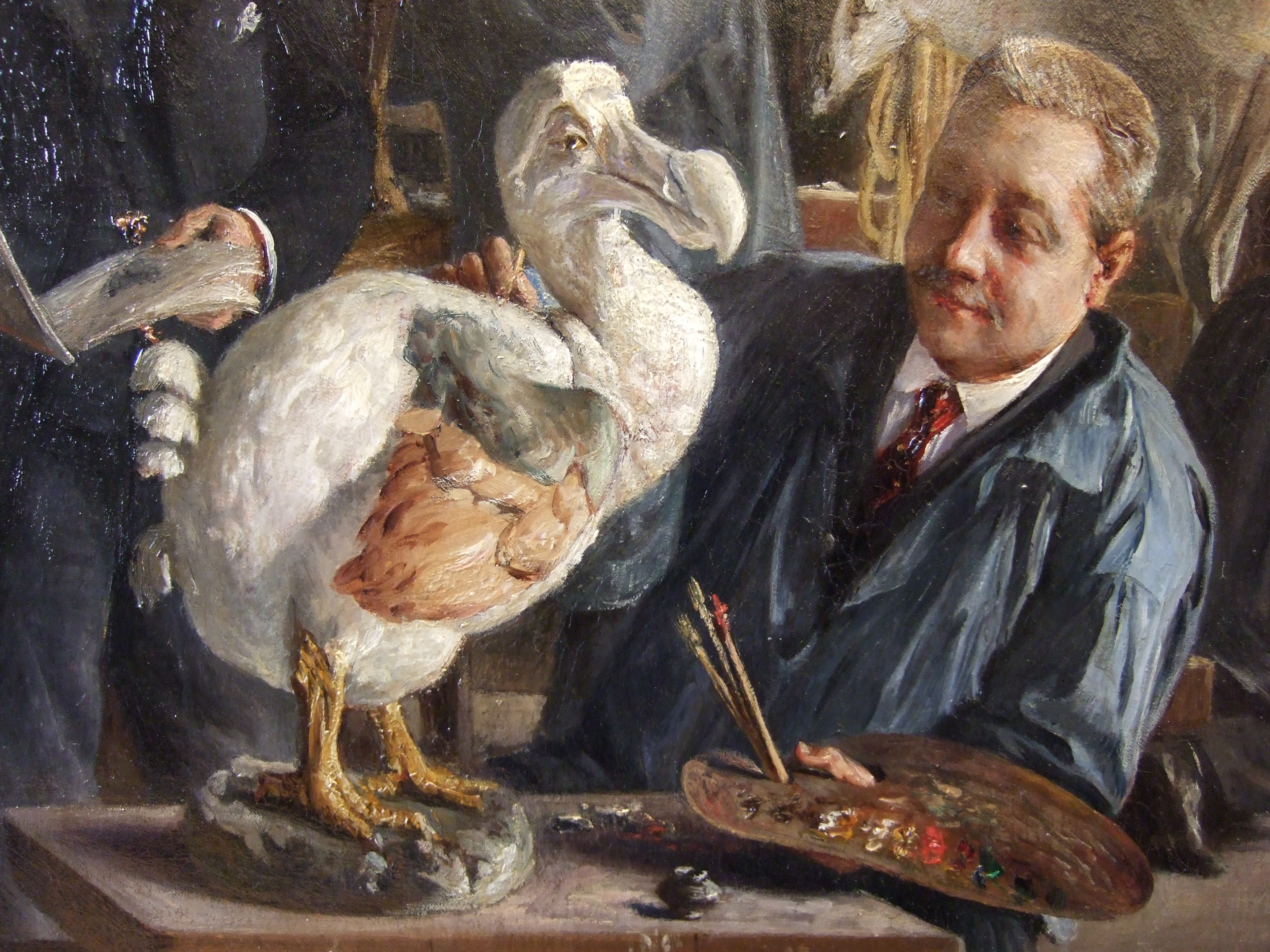
Rekonstruktion des Dodo im Studio des Émile Oustalet, 1903

Émile Oustalet (* 24. August 1844 in Montbéliard als Jean-Frédéric Émile Oustalet; † 23. Oktober 1905 in Saint-Cast-le-Guildo, Côtes-du-Nord) war ein französischer Zoologe.

## Biografie
1874 verfasste Oustalet seine Doktorarbeit mit dem Titel Recherches sur les insectes fossiles des terrains tertiaires de la France, in der er die tertiäre Insektenfauna hauptsächlich aus der Auvergne und der Umgebung von Aix-en-Provence beschrieb. Er war beim Muséum national d’histoire naturelle angestellt, wo er 1873 die Nachfolge von Jules Verreaux (1807–1873) antrat. Nach dem Tod von Alphonse Milne-Edwards (1835–1900) im Jahre 1900 übernahm er dessen Professorenstuhl in der Abteilung Mammalogie.
1877 veröffentlichte er zusammen mit Armand David (1826–1900) das Werk Les Oiseaux de la Chine ... Avec un atlas de 124 planches, dessinées et lithographiées par M. Arnoul et coloriées au pinceau, ein Standardwerk über die Vogelwelt Chinas mit 124 handgemalten Lithografien des Künstlers M. Arnoul. In diesem Werk sind erstmals 807 Vogelarten beschrieben worden, von denen 249 in China endemisch sind. Die Vögel sind in ihrer natürlichen Umgebung (z. B. auf einem Ast) dargestellt. 1900 beschrieb er 160 Vogelbälge, die Jean Dybowski von seinen Expeditionen aus dem Kongo mitbrachte.
Oustalet war 1900 Präsident des 3. Internationalen Ornithologischen Kongresses (IOC) in Paris.
Tierarten wie das Grevyzebra, die Blutschwingen-Fruchttaube, der Palila oder der Seychellen-Rohrsänger wurden von ihm erstmals wissenschaftlich beschrieben.

## Dedikationsnamen
Mehrere Tierarten sind nach Oustalet benannt. José Vicente Barbosa du Bocage ehrte ihn 1878 im Namen des Angolanektarvogel (Cinnyris oustaleti). Philip Lutley Sclater widmete ihm 1887 den Gelbohr-Laubtyrann (Phylloscartes oustaleti). François Mocquard nannte 1894 das Riesenchamäleon (Furcifer oustaleti) zu seinen Ehren. William Earl Dodge Scott nannte 1900 die Grauflanken-Uferwipper (Cinclodes oustaleti). Édouard Louis Trouessart widmete ihm 1906 den Oustalet-Stummelaffen (Piliocolobus oustaleti).
Tommaso Salvadori beschrieb 1894 die Marianen-Ente (Anas oustaleti bzw. Anas platyrhynchus oustaleti), die heute als ausgestorbener Hybride gilt.
Auch in die Unterarten des Schwarzscheitelhäherlings (Trochalopteron affine oustaleti (Hartert, 1909)), des Andensteißhuhns (Nothoprocta pentlandii oustaleti) Berlepsch & Stolzmann, 1901 und des Nikobarhuhns (Megapodius freycinet oustaleti Roselaar, 1994) beinhalten seinen Namen.
Gustav Hartlaub beschrieb 1879 Strix oustaleti ein Synonym für die Graseule (Tyto longimembris (Jerdon, 1839)), 1900 Temnurus oustaleti ein Synonym für die Leiterschwanzelster (Temnurus temnurus (Temminck, 1825)), Alphonse Trémeau de Rochebrune 1883 Scotopelia oustaleti ein Synonym für die Bindenfischeule (Scotopelia peli (Bonaparte, 1850)) und Hans Edmund Wolters 1952 Carduelis spinoides oustaleti ein Synonym für den Schwarzkopf-Grünfink (Chloris ambigua (Oustalet, 1896)).

## Publikationen (Auswahl)
- 1874: Recherches sur les insectes fossiles des terrains tertiaires de la France (Paris: G. Masson).
- 1877: mit Armand David, Les Oiseaux de la Chine ... Avec un atlas de 124 planches, dessinées et lithographiées par M. Arnoul et coloriées au pinceau (2. Bände)
- 1878: mit A. Milne-Edwards, Études sur les Mammifères et les Oiseaux des Îles Comores (Paris).
- 1880–1881: Monographie des oiseaux de la famille des mégapodiidés (2. Bände, Paris).
- 1889: Oiseaux dans le compte rendu de la mission scientifique du Cap Horn. 1882–1883 (Paris: Gauthier-Villars et fils).
- 1893: La Protection des oiseaux (Paris: Jouvet) – Nachdruck 1895 und Neuauflage 1900.
- 1895: Les Mammifères et les Oiseaux des îles Mariannes (2. Bände, Paris).
- 1899: Oiseaux du Cambodge, du Laos, de l'Annam et du Tonkin (Paris).